# Кафедральный собор Троицы Живоначальной (Жлобин)
Кафедральный собор Живоначальной Троицы — главный православный храм города Жлобина. Построен в 1992–1995 годах на месте прежнего каменного храма, разрушенного во время Второй мировой войны.

## История
Старый Свято-Троицкий храм в Жлобине был разрушен летом 1941 года во время боевых действий. Его купола служили ориентиром для немецкой артиллерии, поэтому советское командование решило взорвать здание. По воспоминаниям местной жительницы Анастасии Микитовны Вайцеховской, стены храма устояли, обрушились только купола. После войны кирпич с разрушенного здания местные жители разобрали для хозяйственных нужд.
В начале 1990-х годов началось возрождение духовной жизни в Жлобине. В мае 1992 года сюда прибыл новый настоятель — протоиерей Василий Пилипенко. 2 ноября 1992 года состоялось освящение закладного камня под строительство нового храма. Работы начались почти на том же месте, где стоял разрушенный собор. Проект удалось реализовать благодаря поддержке БМЗ, объединения «БелФА», строительного треста № 40 и частных жертвователей.
14 октября 1995 года состоялось малое освящение, а 21 октября — великое освящение храма с участием митрополита Филарета. Протоиерей Василий Пилипенко был удостоен права ношения митры.

## Современность
Сегодня собор является духовным центром Жлобина. Здесь регулярно проходят богослужения, действует воскресная школа, школа духовной живописи и библиотека. Территория вокруг храма благоустроена, рядом построена колокольня.